# Гоголь, Дмитрий Николаевич
Дмитрий Николаевич Гоголь (1912 — ?) — моторист электропилы Делятинского леспромхоза Станиславской области, Герой Социалистического Труда (05.10.1957).
Родился в пос. Делятин на территории Австро-Венгрии, с 23 декабря 1920 года в Станиславовском воеводстве Польской Республики, с сентября 1939 г. — территория СССР, в настоящее время — Ивано-Франковская область Украины.
Участник Великой Отечественной войны.
После демобилизации — моторист электропилы Делятинского леспромхоза Станиславской (Ивано-Франковской) области.
За выдающиеся успехи, достигнутые в деле развития лесной промышленности, присвоено звание Героя Социалистического Труда (05.10.1957).
Награждён орденом Отечественной войны II степени (20.10.1987).